# Maroon 5/Auszeichnungen für Musikverkäufe

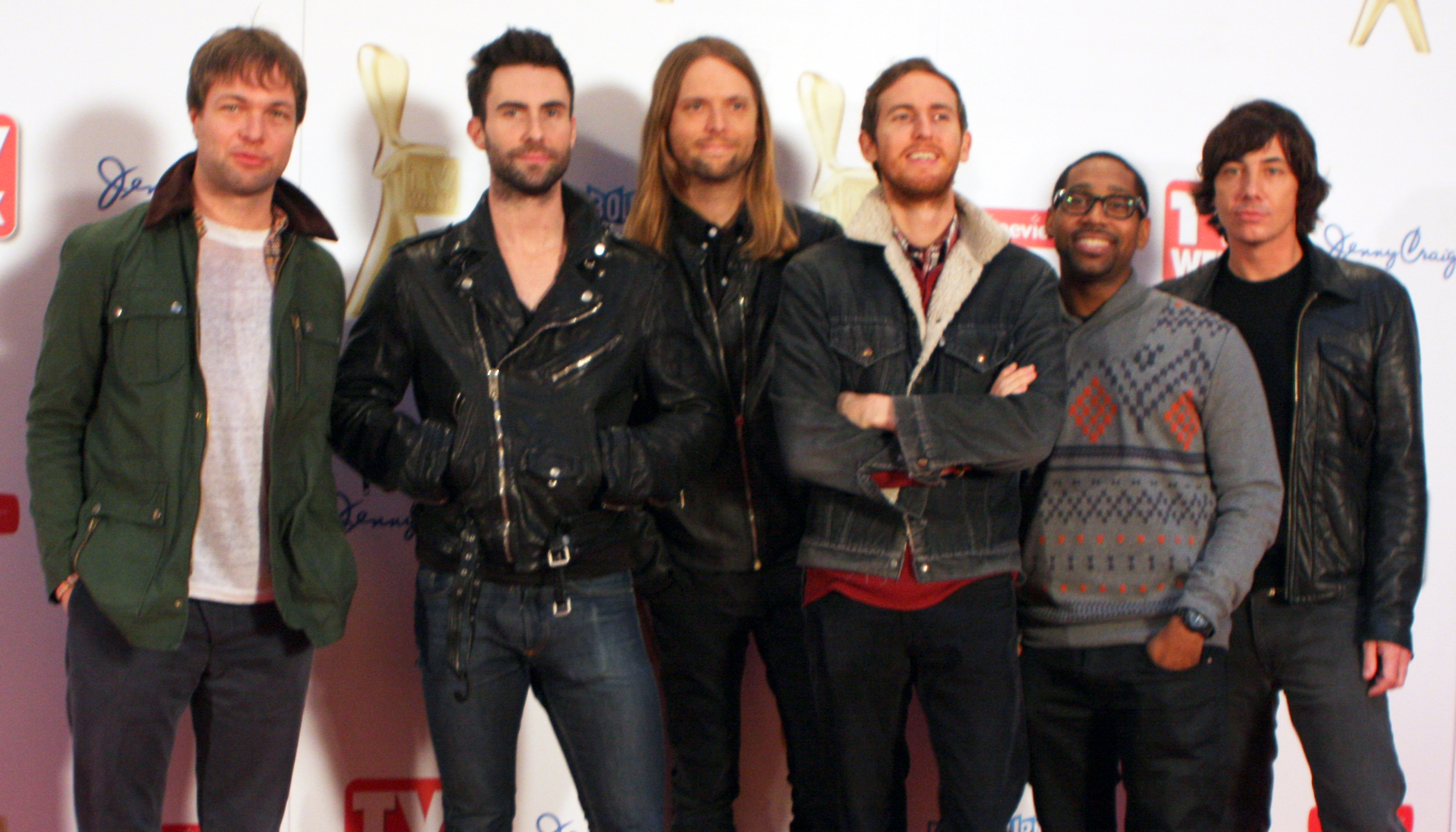
Maroon 5 (2011)

Dies ist eine Übersicht über die Auszeichnungen für Musikverkäufe der US-amerikanischen Rockband Maroon 5. Die Auszeichnungen finden sich nach ihrer Art (Gold, Platin usw.), nach Staaten getrennt in chronologischer Reihenfolge, geordnet sowie nach den Tonträgern selbst, ebenfalls in chronologischer Reihenfolge, getrennt nach Medium (Alben, Singles usw.), wieder.

## Auszeichnungen
| - Vereinigtes Königreich - 2017: für die Single Makes Me Wonder - 2020: für die Single Harder to Breathe - 2021: für die Single Misery - Australien - 2019: für die Single Love Somebody - 2024: für das Lied Lost - 2024: für die Single Nobody’s Love - 2024: für die Single This Summer’s Gonna Hurt Like a Motherf***er - Belgien - 2005: für das Album Songs About Jane - 2016: für die Single Sugar - 2017: für die Single Don’t Wanna Know - 2018: für die Single Girls Like You - Brasilien - 2005: für das Album Songs About Jane - 2013: für das Album Hands All Over - 2024: für die Single This Love - 2024: für die Single Sunday Morning - 2024: für die Single If I Never See Your Face Again - 2024: für die Single Never Gonna Leave This Bed - 2024: für die Single Feelings - 2024: für die Single It Was Always You - 2024: für die Single Wake Up Call - 2024: für die Single Three Little Birds - Dänemark - 2007: für die Single Makes Me Wonder - 2013: für die Single One More Night - 2013: für das Streaming She Will Be Loved - 2013: für das Streaming Daylight - 2021: für die Single Misery - 2021: für die Single This Summer’s Gonna Hurt Like a Motherf***er - 2022: für das Album Jordi - Deutschland - 2017: für die Single Sugar - 2017: für die Single Don’t Wanna Know - 2018: für die Single Cold - 2018: für die Single This Love - 2018: für die Single One More Night - 2023: für das Album It Won’t Be Soon Before Long - 2023: für die Single She Will Be Loved - 2024: für das Album V - 2025: für das Album Overexposed - Finnland - 2004: für das Album Songs About Jane - 2021: für das Album It Won’t Be Soon Before Long - 2021: für das Album Hands All Over - 2021: für das Album Overexposed - 2021: für das Album V - 2021: für das Album Red Pill Blues - Frankreich - 2011: für das Album Hands All Over - 2012: für die Single Moves like Jagger - 2015: für das Album V - 2015: für die Single Sugar - 2017: für die Single Cold - 2017: für die Single Don’t Wanna Know - 2024: für das Album Jordi - Griechenland - 2007: für das Album Songs About Jane - Indonesien - 2010: für das Album Hands All Over - Irland - 2007: für das Album It Won’t Be Soon Before Long - Italien - 2004: für das Album Songs About Jane - 2013: für die Single Daylight - 2015: für die Single This Summer’s Gonna Hurt Like a Motherf***er - 2016: für die Single It Was Always You - 2021: für das Album Songs About Jane - 2021: für die Single Nobody’s Love - 2022: für das Album Hands All Over - 2023: für das Lied Lost - 2024: für das Album Jordi - 2024: für die Single Sunday Morning - Japan - 2011: für das Album Hands All Over - 2012: für das Album Overexposed - 2013: für die Single Moves like Jagger (Mobile Downloads) - 2014: für die Single This Love (Digital) - 2014: für die Single Sunday Morning (Digital) - 2015: für das Album V - 2016: für die Single Misery (Digital) - 2016: für das Album Singles - 2018: für die Single Maps (Digital) - 2021: für das Album Singles (Digital) - 2022: für das Streaming Memories - 2024: für das Streaming Moves like Jagger - 2024: für das Streaming Maps - Kanada - 2005: für das Videoalbum Live: Friday the 13th - 2014: für die Single If I Never See Your Face Again - 2014: für die Single Won’t Go Home Without You - 2020: für die Single Nobody’s Love - Malaysia - 2012: für das Album Hands All Over - Mexiko - 2016: für die Single Misery - 2016: für die Single Love Somebody - 2016: für die Single Wake Up Call - Neuseeland - 2008: für das Album It Won’t Be Soon Before Long - 2015: für die Single Love Somebody - 2021: für die Single Beautiful Mistakes - 2022: für die Single Makes Me Wonder - Norwegen - 2004: für das Album Songs About Jane - 2007: für das Album It Won’t Be Soon Before Long - 2007: für die Single Makes Me Wonder - Österreich - 2004: für das Album Songs About Jane - 2012: für die Single Payphone - 2018: für das Album Red Pill Blues - 2020: für die Single Memories - Philippinen - 2012: für das Album Overexposed - Polen - 2023: für die Single Cold - 2023: für das Album Jordi - 2023: für die Single Beautiful Mistakes - Portugal - 2005: für das Album Songs About Jane - 2019: für die Single Don’t Wanna Know - 2021: für die Single Beautiful Mistakes - Schweden - 2004: für das Album Songs About Jane - 2012: für das Album Overexposed - 2016: für die Single Don’t Wanna Know - 2017: für das Album Red Pill Blues - Schweiz - 2004: für das Album Songs About Jane - 2012: für die Single One More Night - 2021: für die Single Beautiful Mistakes - Singapur - 2019: für das Album It Won’t Be Soon Before Long - Spanien - 2004: für das Album Songs About Jane - 2014: für das Streaming Animals - 2017: für die Single Cold - 2024: für die Single Beautiful Mistakes - 2024: für die Single Sunday Morning - Vereinigte Staaten - 2004: für das Album 1.22.03.Acoustic - 2018: für das Lied Lucky Strike - 2018: für die Single It Was Always You - 2021: für die Single Nobody’s Love - Vereinigtes Königreich - 2019: für das Album 1.22.03.Acoustic - 2021: für das Album Red Pill Blues - 2021: für das Album Jordi - 2023: für die Single Sunday Morning - 2024: für die Single Beautiful Mistakes - Frankreich - 2005: für das Album Songs About Jane - Mexiko - 2008: für den Ringtone Makes Me Wonder | - Argentinien - 2005: für das Album Songs About Jane - 2008: für das Album It Won’t Be Soon Before Long - Australien - 2012: für das Album Overexposed - 2014: für die Single If I Never See Your Face Again - 2024: für die Single Harder to Breathe - 2024: für die Single Wait - 2024: für die Single Wake Up Call - 2024: für das Album Hands All Over - 2024: für das Album Red Pill Blues - 2024: für das Album V - Belgien - 2011: für die Single Moves like Jagger - 2018: für die Single What Lovers Do - Brasilien - 2024: für die Single This Summer’s Gonna Hurt Like a Motherf***er - 2024: für die Single Love Somebody - 2024: für die Single Wait - 2024: für die Single Daylight - 2024: für die Single Makes Me Wonder - 2024: für die Single She Will Be Loved - 2024: für die Single Won’t Go Home Without You - 2024: für das Lied Lost - Chile - 2015: für das Album V - Dänemark - 2004: für das Album Songs About Jane - 2013: für die Single Payphone - 2014: für das Streaming Animals - 2017: für die Single Don’t Wanna Know - 2018: für die Single What Lovers Do - 2019: für das Album Red Pill Blues - 2019: für die Single She Will Be Loved - 2020: für das Album Overexposed - 2022: für die Single This Love - 2022: für das Album Hands All Over - 2023: für die Single Cold - 2023: für die Single Beautiful Mistakes - Deutschland - 2005: für das Album Songs About Jane - 2018: für die Single Payphone - 2020: für die Single Girls Like You - 2022: für die Single Maps - 2022: für die Single Animals - 2022: für die Single What Lovers Do - 2022: für die Single Memories - Finnland - 2012: für die Single Moves like Jagger - 2021: für die Single Memories - Frankreich - 2013: für das Album Overexposed - 2018: für die Single What Lovers Do - 2020: für das Album Red Pill Blues - Italien - 2013: für die Single One More Night - 2014: für die Single Animals - 2018: für die Single She Will Be Loved - 2021: für die Single Beautiful Mistakes - 2022: für das Album V - 2022: für das Album Red Pill Blues - 2024: für das Album Overexposed - 2024: für die Single This Love - Japan - 2007: für das Album It Won’t Be Soon Before Long - 2018: für die Single Payphone (Digital) - 2020: für die Single Sugar (Digital) - 2023: für das Streaming Sugar - 2025: für das Streaming Payphone - Kanada - 2007: für das Album It Won’t Be Soon Before Long - 2012: für das Album Hands All Over - 2014: für die Single Misery - 2014: für die Single Wake Up Call - 2014: für die Single She Will Be Loved - 2014: für die Single This Love - 2014: für die Single Makes Me Wonder - 2015: für die Single Sugar - 2018: für die Single Wait - 2021: für die Single Beautiful Mistakes - Mexiko - 2016: für die Single Maps - Neuseeland - 2015: für die Single Daylight - 2018: für das Album Singles - 2019: für die Single Cold - 2023: für die Single Wait - 2024: für das Album Jordi - 2024: für die Single Misery - 2024: für die Single Won’t Go Home Without You - Niederlande - 2005: für das Album Songs About Jane - Österreich - 2015: für das Album V - Polen - 2015: für das Album V - 2015: für die Single This Summer’s Gonna Hurt Like a Motherf***er - Russland - 2004: für das Album Songs About Jane - 2007: für das Album It Won’t Be Soon Before Long - Schweden - 2015: für das Album V - 2018: für die Single Girls Like You - Schweiz - 2011: für die Single Moves like Jagger - 2012: für die Single Payphone - Singapur - 2019: für das Album Hands All Over - 2020: für das Album Songs About Jane - 2021: für das Album Jordi - Spanien - 2015: für die Single Animals - 2017: für die Single Don’t Wanna Know - 2018: für die Single What Lovers Do - 2024: für die Single This Love - 2024: für die Single One More Night - Südkorea - 2021: für das Streaming von Memories - Vereinigte Staaten - 2012: für das Album Hands All Over - 2013: für das Album Overexposed - 2018: für das Album Red Pill Blues - 2018: für die Single If I Never See Your Face Again - 2018: für die Single Never Gonna Leave This Bed - 2018: für die Single Harder to Breathe - 2018: für die Single Cold - 2018: für die Single This Summer’s Gonna Hurt Like a Motherf***er - 2021: für die Single Beautiful Mistakes - Vereinigtes Königreich - 2007: für das Album It Won’t Be Soon Before Long - 2013: für das Album Overexposed - 2013: für das Album Hands All Over - 2017: für die Single Don’t Wanna Know - 2018: für die Single One More Night - 2018: für die Single What Lovers Do - 2020: für die Single Animals - 2021: für das Album V - 2025: für die Single Cold - Mexiko - 2008: für die Preloaded Audio Tracks Makes Me Wonder, Won’t Go Home Without You, Without You, She Will Be Loved, This Love, Wake Up Call - 2016: für das Album Songs About Jane - 2016: für das Album It Won’t Be Soon Before Long - 2016: für die Single One More Night - Argentinien - 2005: für das Album Songs About Jane (Special Edition) - Australien - 2024: für die Single Daylight - 2024: für die Single Misery - 2024: für die Single Cold - 2024: für das Album It Won’t Be Soon Before Long - 2025: für die Single Makes Me Wonder - Belgien - 2021: für die Single Memories - Brasilien - 2018: für das Album Red Pill Blues - 2024: für die Single Misery - 2024: für die Single Nobody’s Love - Dänemark - 2011: für das Streaming Moves like Jagger - 2013: für das Streaming One More Night - 2014: für das Streaming Maps - 2016: für die Single Sugar - 2022: für die Single Girls Like You - 2022: für die Single Memories - Europa - 2004: für das Album Songs About Jane - Italien - 2012: für die Single Moves like Jagger - 2014: für die Single Maps - 2017: für die Single Cold - Japan - 2005: für das Album Songs About Jane - Kanada - 2014: für die Single Daylight - 2014: für die Single Love Somebody - 2015: für die Single Maps - 2015: für die Single Animals - 2020: für das Album Red Pill Blues - Neuseeland - 2022: für die Single Animals - 2024: für das Album Overexposed - Philippinen - 2012: für das Album Hands All Over - Polen - 2021: für die Single Don’t Wanna Know - 2021: für die Single What Lovers Do - 2023: für das Album Red Pill Blues - Portugal - 2022: für die Single Cold - 2022: für die Single What Lovers Do - 2023: für die Single Payphone - Schweden - 2013: für die Single One More Night - 2014: für die Single Maps - 2015: für die Single Animals - 2015: für die Single Sugar - Singapur - 2020: für das Album Overexposed - 2020: für das Album Red Pill Blues - 2020: für das Album V - Spanien - 2024: für die Single She Will Be Loved - 2024: für die Single Moves like Jagger - Vereinigte Staaten - 2008: für das Album It Won’t Be Soon Before Long - 2017: für die Single Don’t Wanna Know - 2018: für die Single What Lovers Do - 2018: für die Single This Love - 2018: für die Single Daylight - 2018: für die Single Love Somebody - 2018: für die Single Wake Up Call - 2018: für die Single Misery - 2018: für die Single Sunday Morning - 2018: für die Single Won’t Go Home Without You - Vereinigtes Königreich - 2024: für die Single Maps - 2024: für die Single This Love | - Deutschland - 2023: für die Single Moves like Jagger - Mexiko - 2016: für das Album Overexposed - 2016: für die Single Payphone - 2016: für die Single Sugar - 2019: für die Single Girls Like You - Australien - 2024: für die Single Animals - 2024: für die Single Sunday Morning - 2024: für die Single Won’t Go Home Without You - 2024: für die Single Beautiful Mistakes - Dänemark - 2012: für das Streaming Payphone - 2023: für die Single Moves like Jagger - 2025: für das Album V - Italien - 2016: für die Single Sugar - 2017: für die Single Don’t Wanna Know - 2019: für die Single Girls Like You - 2019: für die Single What Lovers Do - 2024: für die Single Memories - 2024: für die Single Payphone - Kanada - 2005: für das Album Songs About Jane - 2017: für das Album V - 2019: für die Single Cold - Neuseeland - 2015: für die Single One More Night - 2021: für das Album Red Pill Blues - 2024: für das Album V - 2024: für die Single Sunday Morning - 2024: für die Single Maps - 2024: für die Single Don’t Wanna Know - Polen - 2015: für die Single Sugar - 2021: für die Single Memories - Portugal - 2021: für die Single Memories - 2021: für die Single Girls Like You - Schweden - 2018: für die Single What Lovers Do - Spanien - 2024: für die Single Girls Like You - 2024: für die Single Memories - 2024: für die Single Sugar - 2024: für die Single Maps - 2025: für die Single Payphone - Thailand - 2015: für das Album V - Vereinigte Staaten - 2018: für das Album V - 2018: für die Single Makes Me Wonder - 2023: für die Single Wait - Vereinigtes Königreich - 2022: für die Single Sugar - 2023: für die Single Girls Like You - 2023: für die Single She Will Be Loved - 2024: für die Single Memories - 2025: für das Album Singles - Mexiko - 2016: für das Album Hands All Over - Australien - 2023: für das Album Singles - Kanada - 2018: für die Single What Lovers Do - 2020: für die Single Memories - Malaysia - 2020: für die Single Memories - Mexiko - 2016: für die Single Makes Me Wonder - Neuseeland - 2025: für die Single This Love - Vereinigte Staaten - 2005: für das Album Songs About Jane - 2018: für die Single She Will Be Loved - 2018: für die Single Maps - 2021: für die Single Memories - Vereinigtes Königreich - 2023: für die Single Moves like Jagger - 2025: für die Single Payphone - Mexiko - 2016: für die Single Won’t Go Home Without You - 2016: für die Single Wake Up Call - Australien - 2024: für die Single Maps - 2024: für die Single Don’t Wanna Know - Kanada - 2014: für die Single Payphone - 2020: für die Single Don’t Wanna Know - Neuseeland - 2024: für die Single What Lovers Do - 2024: für die Single She Will Be Loved - 2024: für die Single Payphone - Kolumbien - 2016: für das Album V - Schweden - 2012: für die Single Moves like Jagger - Australien - 2025: für die Single This Love - Kanada - 2014: für die Single One More Night - Neuseeland - 2023: für das Album Songs About Jane - 2024: für die Single Memories - 2024: für die Single Girls Like You - 2025: für die Single Sugar - Vereinigte Staaten - 2018: für die Single One More Night - Australien - 2024: für die Single What Lovers Do - Neuseeland - 2025: für die Single Moves like Jagger - Vereinigte Staaten - 2018: für die Single Payphone - Vereinigtes Königreich - 2020: für das Album Songs About Jane - Australien - 2024: für das Album Songs About Jane - Australien - 2024: für die Single One More Night - 2024: für die Single She Will Be Loved - Kanada - 2020: für die Single Girls Like You - Australien - 2025: für die Single Memories - 2025: für die Single Sugar - Vereinigte Staaten - 2022: für die Single Sugar - Australien - 2024: für die Single Girls Like You - 2024: für die Single Payphone - Australien - 2024: für die Single Moves like Jagger - Indien - 2025: für das Album Red Pill Blues - Brasilien - 2024: für die Single Cold - 2024: für die Single Beautiful Mistakes - 2024: für das Album Overexposed - Frankreich - 2020: für die Single Girls Like You - 2021: für die Single Memories - 2024: für die Single Beautiful Mistakes - Kanada - 2018: für die Single Moves like Jagger - Mexiko - 2008: für den Ringtone Makes Me Wonder - 2016: für die Single Sugar - 2016: für die Single Makes Me Wonder - 2018: für das Album V - Polen - 2021: für die Single Girls Like You - Vereinigte Staaten - 2021: für die Single Moves like Jagger - 2021: für die Single Girls Like You - Brasilien - 2024: für die Single Don’t Wanna Know - 2024: für die Single Maps - 2024: für die Single One More Night - 2024: für die Single What Lovers Do - 2024: für das Album V - Brasilien - 2024: für die Single Animals - 2024: für die Single Payphone - Brasilien - 2024: für die Single Memories - Brasilien - 2024: für die Single Moves like Jagger - Brasilien - 2024: für die Single Girls Like You - Brasilien - 2024: für die Single Sugar |

## Auszeichnungen nach Alben

### Songs About Jane
| Land/Region                  | Auszeichnungen für Musikverkäufe (Land/Region, Auszeichnung, Verkäufe) | Verkäufe    |
| ---------------------------- | ---------------------------------------------------------------------- | ----------- |
| Argentinien (CAPIF)          | Platin (Standard) · + 2× Platin (Special Edition)                      | 120.000     |
| Australien (ARIA)            | 8× Platin                                                              | 560.000     |
| Belgien (BRMA)               | Gold                                                                   | 25.000      |
| Brasilien (PMB)              | Gold                                                                   | 50.000      |
| Dänemark (IFPI)              | Platin                                                                 | 40.000      |
| Deutschland (BVMI)           | Platin                                                                 | 300.000     |
| Europa (IFPI)                | 2× Platin                                                              | (2.000.000) |
| Finnland (IFPI)              | Gold                                                                   | 19.571      |
| Frankreich (SNEP)            | 2× Gold                                                                | 200.000     |
| Griechenland (IFPI)          | Gold                                                                   | 15.000      |
| Italien (FIMI)               | Gold (2004) · + Gold (2021)                                            | 75.000      |
| Japan (RIAJ)                 | 2× Platin                                                              | 500.000     |
| Kanada (MC)                  | 3× Platin                                                              | 300.000     |
| Mexiko (AMPROFON)            | 3× Gold                                                                | 225.000     |
| Neuseeland (RMNZ)            | 6× Platin                                                              | 90.000      |
| Niederlande (NVPI)           | Platin                                                                 | 80.000      |
| Norwegen (IFPI)              | Gold                                                                   | 20.000      |
| Österreich (IFPI)            | Gold                                                                   | 25.000      |
| Portugal (AFP)               | Gold                                                                   | 20.000      |
| Russland (NFPF)              | Platin                                                                 | 20.000      |
| Schweden (IFPI)              | Gold                                                                   | 30.000      |
| Schweiz (IFPI)               | Gold                                                                   | 20.000      |
| Singapur (RIAS)              | Platin                                                                 | 10.000      |
| Spanien (Promusicae)         | Gold                                                                   | 50.000      |
| Vereinigte Staaten (RIAA)    | 4× Platin                                                              | 5.149.000   |
| Vereinigtes Königreich (BPI) | 7× Platin                                                              | 2.100.000   |
| Insgesamt                    | 15× Gold · 41× Platin ·                                                | 10.043.571  |

### 1.22.03.Acoustic
| Land/Region                  | Auszeichnungen für Musikverkäufe (Land/Region, Auszeichnung, Verkäufe) | Verkäufe |
| ---------------------------- | ---------------------------------------------------------------------- | -------- |
| Vereinigte Staaten (RIAA)    | Gold                                                                   | 699.000  |
| Vereinigtes Königreich (BPI) | Gold                                                                   | 100.000  |
| Insgesamt                    | 2× Gold ·                                                              | 799.000  |

### Live – Friday the 13th
| Land/Region               | Auszeichnungen für Musikverkäufe (Land/Region, Auszeichnung, Verkäufe) | Verkäufe |
| ------------------------- | ---------------------------------------------------------------------- | -------- |
| Vereinigte Staaten (RIAA) | —                                                                      | 113.000  |
| Insgesamt                 | —                                                                      | 113.000  |

### It Won’t Be Soon Before Long
| Land/Region                  | Auszeichnungen für Musikverkäufe (Land/Region, Auszeichnung, Verkäufe) | Verkäufe  |
| ---------------------------- | ---------------------------------------------------------------------- | --------- |
| Argentinien (CAPIF)          | Platin                                                                 | 40.000    |
| Australien (ARIA)            | 2× Platin                                                              | 140.000   |
| Deutschland (BVMI)           | Gold                                                                   | 100.000   |
| Finnland (IFPI)              | Gold                                                                   | 10.000    |
| Irland (IRMA)                | Gold                                                                   | 7.500     |
| Japan (RIAJ)                 | Platin                                                                 | 250.000   |
| Kanada (MC)                  | Platin                                                                 | 100.000   |
| Mexiko (AMPROFON)            | 3× Gold                                                                | 150.000   |
| Neuseeland (RMNZ)            | Gold                                                                   | 7.500     |
| Norwegen (IFPI)              | Gold                                                                   | 15.000    |
| Russland (NFPF)              | Platin                                                                 | 20.000    |
| Singapur (RIAS)              | Gold                                                                   | 5.000     |
| Vereinigte Staaten (RIAA)    | 2× Platin                                                              | 2.379.000 |
| Vereinigtes Königreich (BPI) | Platin                                                                 | 413.000   |
| Insgesamt                    | 7× Gold · 10× Platin ·                                                 | 3.651.000 |

### Live from Le Cabaret
| Land/Region               | Auszeichnungen für Musikverkäufe (Land/Region, Auszeichnung, Verkäufe) | Verkäufe |
| ------------------------- | ---------------------------------------------------------------------- | -------- |
| Vereinigte Staaten (RIAA) | —                                                                      | 20.000   |
| Insgesamt                 | —                                                                      | 20.000   |

### Call and Response: The Remix Album
| Land/Region               | Auszeichnungen für Musikverkäufe (Land/Region, Auszeichnung, Verkäufe) | Verkäufe |
| ------------------------- | ---------------------------------------------------------------------- | -------- |
| Vereinigte Staaten (RIAA) | —                                                                      | 136.000  |
| Insgesamt                 | —                                                                      | 136.000  |

### Hands All Over
| Land/Region                  | Auszeichnungen für Musikverkäufe (Land/Region, Auszeichnung, Verkäufe) | Verkäufe  |
| ---------------------------- | ---------------------------------------------------------------------- | --------- |
| Australien (ARIA)            | Platin                                                                 | 70.000    |
| Brasilien (PMB)              | Gold                                                                   | 20.000    |
| Dänemark (IFPI)              | Platin                                                                 | 20.000    |
| Finnland (IFPI)              | Gold                                                                   | 10.000    |
| Frankreich (SNEP)            | Gold                                                                   | 50.000    |
| Indonesien (ASIRI)           | Gold                                                                   | 10.000    |
| Italien (FIMI)               | Gold                                                                   | 25.000    |
| Japan (RIAJ)                 | Gold                                                                   | 100.000   |
| Kanada (MC)                  | Platin                                                                 | 80.000    |
| Malaysia (RIM)               | Gold                                                                   | 7.500     |
| Mexiko (AMPROFON)            | 7× Gold                                                                | 210.000   |
| Philippinen (PARI)           | 2× Platin                                                              | 60.000    |
| Singapur (RIAS)              | Platin                                                                 | 10.000    |
| Vereinigte Staaten (RIAA)    | Platin                                                                 | 1.383.000 |
| Vereinigtes Königreich (BPI) | Platin                                                                 | 313.000   |
| Insgesamt                    | 8× Gold · 11× Platin ·                                                 | 2.368.500 |

### iTunes Session
| Land/Region               | Auszeichnungen für Musikverkäufe (Land/Region, Auszeichnung, Verkäufe) | Verkäufe |
| ------------------------- | ---------------------------------------------------------------------- | -------- |
| Vereinigte Staaten (RIAA) | —                                                                      | 10.000   |
| Insgesamt                 | —                                                                      | 10.000   |

### Overexposed
| Land/Region                  | Auszeichnungen für Musikverkäufe (Land/Region, Auszeichnung, Verkäufe) | Verkäufe  |
| ---------------------------- | ---------------------------------------------------------------------- | --------- |
| Australien (ARIA)            | Platin                                                                 | 70.000    |
| Brasilien (PMB)              | Diamant                                                                | 160.000   |
| Dänemark (IFPI)              | Platin                                                                 | 20.000    |
| Deutschland (BVMI)           | Gold                                                                   | 100.000   |
| Finnland (IFPI)              | Gold                                                                   | 10.000    |
| Frankreich (SNEP)            | Platin                                                                 | 100.000   |
| Italien (FIMI)               | Platin                                                                 | 100.000   |
| Japan (RIAJ)                 | Gold                                                                   | 100.000   |
| Mexiko (AMPROFON)            | 5× Gold                                                                | 150.000   |
| Neuseeland (RMNZ)            | 2× Platin                                                              | 30.000    |
| Philippinen (PARI)           | Gold                                                                   | 15.000    |
| Schweden (IFPI)              | Gold                                                                   | 20.000    |
| Singapur (RIAS)              | 2× Platin                                                              | 20.000    |
| Vereinigte Staaten (RIAA)    | Platin                                                                 | 1.586.000 |
| Vereinigtes Königreich (BPI) | Platin                                                                 | 331.000   |
| Insgesamt                    | 6× Gold · 12× Platin · 1× Diamant ·                                    | 2.762.000 |

### V
| Land/Region                  | Auszeichnungen für Musikverkäufe (Land/Region, Auszeichnung, Verkäufe) | Verkäufe  |
| ---------------------------- | ---------------------------------------------------------------------- | --------- |
| Australien (ARIA)            | Platin                                                                 | 70.000    |
| Brasilien (PMB)              | 2× Diamant                                                             | 320.000   |
| Chile (IFPI)                 | Platin                                                                 | 10.000    |
| Dänemark (IFPI)              | 3× Platin                                                              | 60.000    |
| Deutschland (BVMI)           | Gold                                                                   | 100.000   |
| Finnland (IFPI)              | Gold                                                                   | 10.000    |
| Frankreich (SNEP)            | Gold                                                                   | 50.000    |
| Italien (FIMI)               | Platin                                                                 | 50.000    |
| Japan (RIAJ)                 | Gold                                                                   | 100.000   |
| Kanada (MC)                  | 3× Platin                                                              | 240.000   |
| Kolumbien (ASINCOL)          | 5× Platin                                                              | 50.000    |
| Mexiko (AMPROFON)            | Diamant                                                                | 300.000   |
| Neuseeland (RMNZ)            | 3× Platin                                                              | 45.000    |
| Österreich (IFPI)            | Platin                                                                 | 15.000    |
| Polen (ZPAV)                 | Platin                                                                 | 20.000    |
| Schweden (IFPI)              | Platin                                                                 | 40.000    |
| Singapur (RIAS)              | 2× Platin                                                              | 20.000    |
| Thailand (TECA)              | 3× Platin                                                              | 30.000    |
| Vereinigte Staaten (RIAA)    | 3× Platin                                                              | 3.000.000 |
| Vereinigtes Königreich (BPI) | Platin                                                                 | 300.000   |
| Insgesamt                    | 4× Gold · 29× Platin · 3× Diamant ·                                    | 4.830.000 |

### Singles
| Land/Region                  | Auszeichnungen für Musikverkäufe (Land/Region, Auszeichnung, Verkäufe) | Verkäufe  |
| ---------------------------- | ---------------------------------------------------------------------- | --------- |
| Australien (ARIA)            | 4× Platin                                                              | 280.000   |
| Japan (RIAJ)                 | Gold (Physisch) · + Gold (Digital)                                     | 200.000   |
| Neuseeland (RMNZ)            | Platin                                                                 | 15.000    |
| Vereinigtes Königreich (BPI) | 3× Platin                                                              | 900.000   |
| Insgesamt                    | 2× Gold · 8× Platin ·                                                  | 1.395.000 |

### Red Pill Blues
| Land/Region                  | Auszeichnungen für Musikverkäufe (Land/Region, Auszeichnung, Verkäufe) | Verkäufe  |
| ---------------------------- | ---------------------------------------------------------------------- | --------- |
| Australien (ARIA)            | Platin                                                                 | 70.000    |
| Brasilien (PMB)              | 2× Platin                                                              | 80.000    |
| Dänemark (IFPI)              | Platin                                                                 | 20.000    |
| Finnland (IFPI)              | Gold                                                                   | 10.000    |
| Frankreich (SNEP)            | Platin                                                                 | 100.000   |
| Indien (IMI)                 | 24× Platin                                                             | 720.000   |
| Italien (FIMI)               | Platin                                                                 | 50.000    |
| Kanada (MC)                  | 2× Platin                                                              | 160.000   |
| Neuseeland (RMNZ)            | 3× Platin                                                              | 45.000    |
| Österreich (IFPI)            | Gold                                                                   | 7.500     |
| Polen (ZPAV)                 | 2× Platin                                                              | 40.000    |
| Schweden (IFPI)              | Gold                                                                   | 20.000    |
| Singapur (RIAS)              | 2× Platin                                                              | 20.000    |
| Vereinigte Staaten (RIAA)    | Platin                                                                 | 1.000.000 |
| Vereinigtes Königreich (BPI) | Gold                                                                   | 100.000   |
| Insgesamt                    | 4× Gold · 40× Platin ·                                                 | 2.442.500 |

### Jordi
| Land/Region               | Auszeichnungen für Musikverkäufe (Land/Region, Auszeichnung, Verkäufe) | Verkäufe |
| ------------------------- | ---------------------------------------------------------------------- | -------- |
| Dänemark (IFPI)           | Gold                                                                   | 10.000   |
| Frankreich (SNEP)         | Gold                                                                   | 50.000   |
| Italien (FIMI)            | Gold                                                                   | 25.000   |
| Neuseeland (RMNZ)         | Platin                                                                 | 15.000   |
| Polen (ZPAV)              | Gold                                                                   | 10.000   |
| Singapur (RIAS)           | Gold                                                                   | 5.000    |
| Vereinigte Staaten (RIAA) | Gold                                                                   | 500.000  |
| Insgesamt                 | 6× Gold · 1× Platin ·                                                  | 615.000  |

## Auszeichnungen nach Singles

### Harder to Breathe
| Land/Region                  | Auszeichnungen für Musikverkäufe (Land/Region, Auszeichnung, Verkäufe) | Verkäufe  |
| ---------------------------- | ---------------------------------------------------------------------- | --------- |
| Australien (ARIA)            | Platin                                                                 | 70.000    |
| Vereinigte Staaten (RIAA)    | Platin                                                                 | 1.318.000 |
| Vereinigtes Königreich (BPI) | Silber                                                                 | 200.000   |
| Insgesamt                    | 1× Silber · 2× Platin ·                                                | 1.588.000 |

### This Love
| Land/Region                  | Auszeichnungen für Musikverkäufe (Land/Region, Auszeichnung, Verkäufe) | Verkäufe  |
| ---------------------------- | ---------------------------------------------------------------------- | --------- |
| Australien (ARIA)            | 6× Platin                                                              | 420.000   |
| Brasilien (PMB)              | Gold                                                                   | 30.000    |
| Dänemark (IFPI)              | Platin                                                                 | 90.000    |
| Deutschland (BVMI)           | Gold                                                                   | 150.000   |
| Italien (FIMI)               | Platin                                                                 | 100.000   |
| Japan (RIAJ)                 | Gold                                                                   | 100.000   |
| Kanada (MC)                  | Platin                                                                 | 80.000    |
| Neuseeland (RMNZ)            | 4× Platin                                                              | 120.000   |
| Spanien (Promusicae)         | Platin                                                                 | 60.000    |
| Vereinigte Staaten (RIAA)    | 2× Platin                                                              | 2.120.000 |
| Vereinigtes Königreich (BPI) | 2× Platin                                                              | 1.200.000 |
| Insgesamt                    | 3× Gold · 18× Platin ·                                                 | 4.470.000 |

### She Will Be Loved
| Land/Region                  | Auszeichnungen für Musikverkäufe (Land/Region, Auszeichnung, Verkäufe) | Verkäufe  |
| ---------------------------- | ---------------------------------------------------------------------- | --------- |
| Australien (ARIA)            | 9× Platin                                                              | 630.000   |
| Brasilien (PMB)              | Platin                                                                 | 60.000    |
| Dänemark (IFPI)              | Platin                                                                 | 90.000    |
| Deutschland (BVMI)           | Gold                                                                   | 150.000   |
| Italien (FIMI)               | Platin                                                                 | 50.000    |
| Kanada (MC)                  | Platin                                                                 | 80.000    |
| Neuseeland (RMNZ)            | 5× Platin                                                              | 150.000   |
| Spanien (Promusicae)         | 2× Platin                                                              | 120.000   |
| Vereinigte Staaten (RIAA)    | 4× Platin                                                              | 4.000.000 |
| Vereinigtes Königreich (BPI) | 3× Platin                                                              | 1.800.000 |
| Insgesamt                    | 1× Gold · 27× Platin ·                                                 | 7.130.000 |

### Sunday Morning
| Land/Region                  | Auszeichnungen für Musikverkäufe (Land/Region, Auszeichnung, Verkäufe) | Verkäufe  |
| ---------------------------- | ---------------------------------------------------------------------- | --------- |
| Australien (ARIA)            | 3× Platin                                                              | 210.000   |
| Brasilien (PMB)              | Gold                                                                   | 30.000    |
| Italien (FIMI)               | Gold                                                                   | 50.000    |
| Japan (RIAJ)                 | Gold                                                                   | 100.000   |
| Neuseeland (RMNZ)            | 3× Platin                                                              | 90.000    |
| Spanien (Promusicae)         | Gold                                                                   | 30.000    |
| Südkorea (KMCA)              | —                                                                      | 104.879   |
| Vereinigte Staaten (RIAA)    | 2× Platin                                                              | 2.000.000 |
| Vereinigtes Königreich (BPI) | Gold                                                                   | 400.000   |
| Insgesamt                    | 5× Gold · 8× Platin ·                                                  | 3.014.879 |

### Makes Me Wonder
| Land/Region                  | Auszeichnungen für Musikverkäufe (Land/Region, Auszeichnung, Verkäufe) | Verkäufe  |
| ---------------------------- | ---------------------------------------------------------------------- | --------- |
| Australien (ARIA)            | 2× Platin                                                              | 140.000   |
| Brasilien (PMB)              | Platin                                                                 | 60.000    |
| Dänemark (IFPI)              | Gold                                                                   | 7.500     |
| Kanada (MC)                  | Platin                                                                 | 80.000    |
| Mexiko (AMPROFON)            | Diamant · + 4× Platin · + Diamant (Ringtone) · + 2× Gold (Ringtone)    | 810.000   |
| Neuseeland (RMNZ)            | Gold                                                                   | 15.000    |
| Norwegen (IFPI)              | Gold                                                                   | 5.000     |
| Vereinigte Staaten (RIAA)    | 3× Platin                                                              | 3.000.000 |
| Vereinigtes Königreich (BPI) | Silber                                                                 | 200.000   |
| Insgesamt                    | 1× Silber · 5× Gold · 11× Platin · 2× Diamant ·                        | 4.217.500 |

### Wake Up Call
| Land/Region               | Auszeichnungen für Musikverkäufe (Land/Region, Auszeichnung, Verkäufe) | Verkäufe  |
| ------------------------- | ---------------------------------------------------------------------- | --------- |
| Australien (ARIA)         | Platin                                                                 | 70.000    |
| Brasilien (PMB)           | Gold                                                                   | 30.000    |
| Kanada (MC)               | Platin                                                                 | 80.000    |
| Mexiko (AMPROFON)         | 9× Gold                                                                | 270.000   |
| Vereinigte Staaten (RIAA) | 2× Platin                                                              | 2.000.000 |
| Insgesamt                 | 2× Gold · 8× Platin ·                                                  | 2.450.000 |

### Won’t Go Home Without You
| Land/Region               | Auszeichnungen für Musikverkäufe (Land/Region, Auszeichnung, Verkäufe) | Verkäufe  |
| ------------------------- | ---------------------------------------------------------------------- | --------- |
| Australien (ARIA)         | 2× Platin                                                              | 140.000   |
| Brasilien (PMB)           | Platin                                                                 | 60.000    |
| Kanada (MC)               | Gold                                                                   | 40.000    |
| Mexiko (AMPROFON)         | 9× Gold                                                                | 270.000   |
| Neuseeland (RMNZ)         | Platin                                                                 | 30.000    |
| Vereinigte Staaten (RIAA) | 2× Platin                                                              | 2.000.000 |
| Insgesamt                 | 2× Gold · 10× Platin ·                                                 | 2.600.000 |

### If I Never See Your Face Again
| Land/Region               | Auszeichnungen für Musikverkäufe (Land/Region, Auszeichnung, Verkäufe) | Verkäufe  |
| ------------------------- | ---------------------------------------------------------------------- | --------- |
| Australien (ARIA)         | Platin                                                                 | 70.000    |
| Brasilien (PMB)           | Gold                                                                   | 30.000    |
| Kanada (MC)               | Gold                                                                   | 40.000    |
| Vereinigte Staaten (RIAA) | Platin                                                                 | 1.109.000 |
| Insgesamt                 | 2× Gold · 2× Platin ·                                                  | 1.249.000 |

### Misery
| Land/Region                  | Auszeichnungen für Musikverkäufe (Land/Region, Auszeichnung, Verkäufe) | Verkäufe  |
| ---------------------------- | ---------------------------------------------------------------------- | --------- |
| Australien (ARIA)            | 2× Platin                                                              | 140.000   |
| Brasilien (PMB)              | 2× Platin                                                              | 120.000   |
| Dänemark (IFPI)              | Gold                                                                   | 45.000    |
| Japan (RIAJ)                 | Gold                                                                   | 100.000   |
| Kanada (MC)                  | Platin                                                                 | 80.000    |
| Mexiko (AMPROFON)            | Gold                                                                   | 30.000    |
| Neuseeland (RMNZ)            | Platin                                                                 | 30.000    |
| Südkorea (KMCA)              | —                                                                      | 304.580   |
| Vereinigte Staaten (RIAA)    | 2× Platin                                                              | 2.000.000 |
| Vereinigtes Königreich (BPI) | Silber                                                                 | 200.000   |
| Insgesamt                    | 1× Silber · 3× Gold · 8× Platin ·                                      | 3.049.580 |

### Give a Little More
| Land/Region     | Auszeichnungen für Musikverkäufe (Land/Region, Auszeichnung, Verkäufe) | Verkäufe |
| --------------- | ---------------------------------------------------------------------- | -------- |
| Südkorea (KMCA) | —                                                                      | 483.921  |
| Insgesamt       | —                                                                      | 483.921  |

### Never Gonna Leave This Bed
| Land/Region               | Auszeichnungen für Musikverkäufe (Land/Region, Auszeichnung, Verkäufe) | Verkäufe  |
| ------------------------- | ---------------------------------------------------------------------- | --------- |
| Brasilien (PMB)           | Gold                                                                   | 30.000    |
| Südkorea (KMCA)           | —                                                                      | 71.546    |
| Vereinigte Staaten (RIAA) | Platin                                                                 | 1.000.000 |
| Insgesamt                 | 1× Gold · 1× Platin ·                                                  | 1.101.546 |

### Moves like Jagger
| Land/Region                  | Auszeichnungen für Musikverkäufe (Land/Region, Auszeichnung, Verkäufe) | Verkäufe   |
| ---------------------------- | ---------------------------------------------------------------------- | ---------- |
| Australien (ARIA)            | 17× Platin                                                             | 1.190.000  |
| Belgien (BRMA)               | Platin                                                                 | 30.000     |
| Brasilien (PMB)              | 5× Diamant                                                             | 1.250.000  |
| Dänemark (IFPI)              | 3× Platin                                                              | 270.000    |
| Deutschland (BVMI)           | 5× Gold                                                                | 750.000    |
| Finnland (IFPI)              | Platin                                                                 | 10.022     |
| Frankreich (SNEP)            | Gold                                                                   | 152.900    |
| Italien (FIMI)               | 2× Platin                                                              | 60.000     |
| Japan (RIAJ)                 | Gold                                                                   | 100.000    |
| Kanada (MC)                  | Diamant                                                                | 800.000    |
| Neuseeland (RMNZ)            | 7× Platin                                                              | 210.000    |
| Schweden (IFPI)              | 5× Platin                                                              | 200.000    |
| Schweiz (IFPI)               | Platin                                                                 | 30.000     |
| Spanien (Promusicae)         | 2× Platin                                                              | 120.000    |
| Vereinigte Staaten (RIAA)    | Diamant                                                                | 10.000.000 |
| Vereinigtes Königreich (BPI) | 4× Platin                                                              | 2.400.000  |
| Insgesamt                    | 3× Gold · 44× Platin · 7× Diamant ·                                    | 17.572.922 |

### Payphone
| Land/Region                  | Auszeichnungen für Musikverkäufe (Land/Region, Auszeichnung, Verkäufe) | Verkäufe   |
| ---------------------------- | ---------------------------------------------------------------------- | ---------- |
| Australien (ARIA)            | 13× Platin                                                             | 910.000    |
| Brasilien (PMB)              | 3× Diamant                                                             | 750.000    |
| Dänemark (IFPI)              | Platin                                                                 | 30.000     |
| Deutschland (BVMI)           | Platin                                                                 | 300.000    |
| Frankreich (SNEP)            | —                                                                      | 77.900     |
| Italien (FIMI)               | 3× Platin                                                              | 300.000    |
| Japan (RIAJ)                 | Platin                                                                 | 250.000    |
| Kanada (MC)                  | 5× Platin                                                              | 400.000    |
| Mexiko (AMPROFON)            | 5× Gold                                                                | 150.000    |
| Neuseeland (RMNZ)            | 5× Platin                                                              | 150.000    |
| Österreich (IFPI)            | Gold                                                                   | 15.000     |
| Portugal (AFP)               | 2× Platin                                                              | 20.000     |
| Schweiz (IFPI)               | Platin                                                                 | 30.000     |
| Spanien (Promusicae)         | 3× Platin                                                              | 180.000    |
| Vereinigte Staaten (RIAA)    | 7× Platin                                                              | 7.000.000  |
| Vereinigtes Königreich (BPI) | 4× Platin                                                              | 2.400.000  |
| Insgesamt                    | 2× Gold · 47× Platin · 3× Diamant ·                                    | 12.962.900 |

### One More Night
| Land/Region                  | Auszeichnungen für Musikverkäufe (Land/Region, Auszeichnung, Verkäufe) | Verkäufe  |
| ---------------------------- | ---------------------------------------------------------------------- | --------- |
| Australien (ARIA)            | 9× Platin                                                              | 630.000   |
| Brasilien (PMB)              | 2× Diamant                                                             | 500.000   |
| Dänemark (IFPI)              | Gold                                                                   | 15.000    |
| Deutschland (BVMI)           | Gold                                                                   | 150.000   |
| Frankreich (SNEP)            | —                                                                      | 44.600    |
| Italien (FIMI)               | Platin                                                                 | 30.000    |
| Kanada (MC)                  | 6× Platin                                                              | 480.000   |
| Mexiko (AMPROFON)            | 3× Gold                                                                | 90.000    |
| Neuseeland (RMNZ)            | 3× Platin                                                              | 45.000    |
| Schweden (IFPI)              | 2× Platin                                                              | 80.000    |
| Schweiz (IFPI)               | Gold                                                                   | 15.000    |
| Spanien (Promusicae)         | Platin                                                                 | 60.000    |
| Vereinigte Staaten (RIAA)    | 6× Platin                                                              | 6.000.000 |
| Vereinigtes Königreich (BPI) | Platin                                                                 | 600.000   |
| Insgesamt                    | 4× Gold · 30× Platin · 2× Diamant ·                                    | 8.739.600 |

### Daylight
| Land/Region               | Auszeichnungen für Musikverkäufe (Land/Region, Auszeichnung, Verkäufe) | Verkäufe  |
| ------------------------- | ---------------------------------------------------------------------- | --------- |
| Australien (ARIA)         | 2× Platin                                                              | 140.000   |
| Brasilien (PMB)           | Platin                                                                 | 60.000    |
| Italien (FIMI)            | Gold                                                                   | 15.000    |
| Kanada (MC)               | 2× Platin                                                              | 160.000   |
| Neuseeland (RMNZ)         | Platin                                                                 | 15.000    |
| Vereinigte Staaten (RIAA) | 2× Platin                                                              | 2.169.000 |
| Insgesamt                 | 1× Gold · 8× Platin ·                                                  | 2.559.000 |

### Love Somebody
| Land/Region               | Auszeichnungen für Musikverkäufe (Land/Region, Auszeichnung, Verkäufe) | Verkäufe  |
| ------------------------- | ---------------------------------------------------------------------- | --------- |
| Australien (ARIA)         | Gold                                                                   | 35.000    |
| Brasilien (PMB)           | Platin                                                                 | 60.000    |
| Kanada (MC)               | 2× Platin                                                              | 160.000   |
| Mexiko (AMPROFON)         | Gold                                                                   | 30.000    |
| Neuseeland (RMNZ)         | Gold                                                                   | 7.500     |
| Vereinigte Staaten (RIAA) | 2× Platin                                                              | 2.000.000 |
| Insgesamt                 | 3× Gold · 5× Platin ·                                                  | 2.292.500 |

### Maps
| Land/Region                  | Auszeichnungen für Musikverkäufe (Land/Region, Auszeichnung, Verkäufe) | Verkäufe  |
| ---------------------------- | ---------------------------------------------------------------------- | --------- |
| Australien (ARIA)            | 5× Platin                                                              | 350.000   |
| Brasilien (PMB)              | 2× Diamant                                                             | 500.000   |
| Deutschland (BVMI)           | Platin                                                                 | 300.000   |
| Italien (FIMI)               | 2× Platin                                                              | 60.000    |
| Japan (RIAJ)                 | Gold                                                                   | 100.000   |
| Kanada (MC)                  | 2× Platin                                                              | 160.000   |
| Mexiko (AMPROFON)            | Platin                                                                 | 60.000    |
| Neuseeland (RMNZ)            | 3× Platin                                                              | 90.000    |
| Schweden (IFPI)              | 2× Platin                                                              | 80.000    |
| Spanien (Promusicae)         | 3× Platin                                                              | 180.000   |
| Vereinigte Staaten (RIAA)    | 4× Platin                                                              | 4.000.000 |
| Vereinigtes Königreich (BPI) | 2× Platin                                                              | 1.200.000 |
| Insgesamt                    | 1× Gold · 25× Platin · 2× Diamant ·                                    | 7.080.000 |

### Animals
| Land/Region                  | Auszeichnungen für Musikverkäufe (Land/Region, Auszeichnung, Verkäufe) | Verkäufe  |
| ---------------------------- | ---------------------------------------------------------------------- | --------- |
| Australien (ARIA)            | 3× Platin                                                              | 210.000   |
| Brasilien (PMB)              | 3× Diamant                                                             | 750.000   |
| Deutschland (BVMI)           | Platin                                                                 | 400.000   |
| Italien (FIMI)               | Platin                                                                 | 30.000    |
| Kanada (MC)                  | 2× Platin                                                              | 160.000   |
| Neuseeland (RMNZ)            | 2× Platin                                                              | 60.000    |
| Schweden (IFPI)              | 2× Platin                                                              | 80.000    |
| Spanien (Promusicae)         | Platin                                                                 | 40.000    |
| Vereinigtes Königreich (BPI) | Platin                                                                 | 600.000   |
| Insgesamt                    | 13× Platin · 3× Diamant ·                                              | 2.330.000 |

### Sugar
| Land/Region                  | Auszeichnungen für Musikverkäufe (Land/Region, Auszeichnung, Verkäufe) | Verkäufe   |
| ---------------------------- | ---------------------------------------------------------------------- | ---------- |
| Australien (ARIA)            | 11× Platin                                                             | 770.000    |
| Belgien (BRMA)               | Gold                                                                   | 15.000     |
| Brasilien (PMB)              | 9× Diamant                                                             | 2.250.000  |
| Dänemark (IFPI)              | 2× Platin                                                              | 120.000    |
| Deutschland (BVMI)           | Gold                                                                   | 200.000    |
| Frankreich (SNEP)            | Gold                                                                   | 75.000     |
| Italien (FIMI)               | 3× Platin                                                              | 150.000    |
| Japan (RIAJ)                 | Platin                                                                 | 250.000    |
| Kanada (MC)                  | Platin                                                                 | 340.000    |
| Mexiko (AMPROFON)            | Diamant · + 5× Gold                                                    | 450.000    |
| Neuseeland (RMNZ)            | 6× Platin                                                              | 180.000    |
| Polen (ZPAV)                 | 3× Platin                                                              | 60.000     |
| Schweden (IFPI)              | 2× Platin                                                              | 80.000     |
| Spanien (Promusicae)         | 3× Platin                                                              | 180.000    |
| Vereinigte Staaten (RIAA)    | 11× Platin                                                             | 11.000.000 |
| Vereinigtes Königreich (BPI) | 3× Platin                                                              | 1.800.000  |
| Insgesamt                    | 4× Gold · 38× Platin · 11× Diamant ·                                   | 17.970.000 |

### This Summer’s Gonna Hurt Like a Motherf***er
| Land/Region               | Auszeichnungen für Musikverkäufe (Land/Region, Auszeichnung, Verkäufe) | Verkäufe  |
| ------------------------- | ---------------------------------------------------------------------- | --------- |
| Australien (ARIA)         | Gold                                                                   | 35.000    |
| Brasilien (PMB)           | Platin                                                                 | 60.000    |
| Dänemark (IFPI)           | Gold                                                                   | 45.000    |
| Italien (FIMI)            | Gold                                                                   | 25.000    |
| Polen (ZPAV)              | Platin                                                                 | 20.000    |
| Vereinigte Staaten (RIAA) | Platin                                                                 | 1.000.000 |
| Insgesamt                 | 3× Gold · 3× Platin ·                                                  | 1.185.000 |

### Feelings
| Land/Region     | Auszeichnungen für Musikverkäufe (Land/Region, Auszeichnung, Verkäufe) | Verkäufe |
| --------------- | ---------------------------------------------------------------------- | -------- |
| Brasilien (PMB) | Gold                                                                   | 30.000   |
| Insgesamt       | 1× Gold ·                                                              | 30.000   |

### It Was Always You
| Land/Region               | Auszeichnungen für Musikverkäufe (Land/Region, Auszeichnung, Verkäufe) | Verkäufe |
| ------------------------- | ---------------------------------------------------------------------- | -------- |
| Brasilien (PMB)           | Gold                                                                   | 30.000   |
| Italien (FIMI)            | Gold                                                                   | 25.000   |
| Vereinigte Staaten (RIAA) | Gold                                                                   | 500.000  |
| Insgesamt                 | 3× Gold ·                                                              | 555.000  |

### Don’t Wanna Know
| Land/Region                  | Auszeichnungen für Musikverkäufe (Land/Region, Auszeichnung, Verkäufe) | Verkäufe  |
| ---------------------------- | ---------------------------------------------------------------------- | --------- |
| Australien (ARIA)            | 5× Platin                                                              | 350.000   |
| Belgien (BRMA)               | Gold                                                                   | 15.000    |
| Brasilien (PMB)              | 2× Diamant                                                             | 500.000   |
| Dänemark (IFPI)              | Platin                                                                 | 90.000    |
| Deutschland (BVMI)           | Gold                                                                   | 200.000   |
| Frankreich (SNEP)            | Gold                                                                   | 66.666    |
| Italien (FIMI)               | 3× Platin                                                              | 150.000   |
| Kanada (MC)                  | 5× Platin                                                              | 400.000   |
| Neuseeland (RMNZ)            | 3× Platin                                                              | 90.000    |
| Polen (ZPAV)                 | 2× Platin                                                              | 100.000   |
| Portugal (AFP)               | Gold                                                                   | 5.000     |
| Schweden (IFPI)              | Gold                                                                   | 20.000    |
| Spanien (Promusicae)         | Platin                                                                 | 40.000    |
| Vereinigte Staaten (RIAA)    | 2× Platin                                                              | 2.000.000 |
| Vereinigtes Königreich (BPI) | Platin                                                                 | 600.000   |
| Insgesamt                    | 5× Gold · 23× Platin · 2× Diamant ·                                    | 4.656.666 |

### Cold
| Land/Region                  | Auszeichnungen für Musikverkäufe (Land/Region, Auszeichnung, Verkäufe) | Verkäufe  |
| ---------------------------- | ---------------------------------------------------------------------- | --------- |
| Australien (ARIA)            | 2× Platin                                                              | 140.000   |
| Brasilien (PMB)              | Diamant                                                                | 160.000   |
| Dänemark (IFPI)              | Platin                                                                 | 90.000    |
| Deutschland (BVMI)           | Gold                                                                   | 200.000   |
| Frankreich (SNEP)            | Gold                                                                   | 66.666    |
| Italien (FIMI)               | 2× Platin                                                              | 100.000   |
| Kanada (MC)                  | 3× Platin                                                              | 240.000   |
| Neuseeland (RMNZ)            | Platin                                                                 | 30.000    |
| Polen (ZPAV)                 | Gold                                                                   | 25.000    |
| Portugal (AFP)               | 2× Platin                                                              | 20.000    |
| Spanien (Promusicae)         | Gold                                                                   | 20.000    |
| Vereinigte Staaten (RIAA)    | Platin                                                                 | 1.000.000 |
| Vereinigtes Königreich (BPI) | Platin                                                                 | 600.000   |
| Insgesamt                    | 4× Gold · 13× Platin · 1× Diamant ·                                    | 2.691.666 |

### What Lovers Do
| Land/Region                  | Auszeichnungen für Musikverkäufe (Land/Region, Auszeichnung, Verkäufe) | Verkäufe  |
| ---------------------------- | ---------------------------------------------------------------------- | --------- |
| Australien (ARIA)            | 7× Platin                                                              | 490.000   |
| Belgien (BRMA)               | Platin                                                                 | 30.000    |
| Brasilien (PMB)              | 2× Diamant                                                             | 320.000   |
| Dänemark (IFPI)              | Platin                                                                 | 90.000    |
| Deutschland (BVMI)           | Platin                                                                 | 400.000   |
| Frankreich (SNEP)            | Platin                                                                 | 133.333   |
| Italien (FIMI)               | 3× Platin                                                              | 150.000   |
| Kanada (MC)                  | 4× Platin                                                              | 320.000   |
| Neuseeland (RMNZ)            | 5× Platin                                                              | 150.000   |
| Polen (ZPAV)                 | 2× Platin                                                              | 100.000   |
| Portugal (AFP)               | 2× Platin                                                              | 20.000    |
| Schweden (IFPI)              | 3× Platin                                                              | 240.000   |
| Spanien (Promusicae)         | Platin                                                                 | 40.000    |
| Vereinigte Staaten (RIAA)    | 2× Platin                                                              | 2.000.000 |
| Vereinigtes Königreich (BPI) | Platin                                                                 | 600.000   |
| Insgesamt                    | 34× Platin · 2× Diamant ·                                              | 5.083.333 |

### Wait
| Land/Region               | Auszeichnungen für Musikverkäufe (Land/Region, Auszeichnung, Verkäufe) | Verkäufe  |
| ------------------------- | ---------------------------------------------------------------------- | --------- |
| Australien (ARIA)         | Platin                                                                 | 70.000    |
| Brasilien (PMB)           | Platin                                                                 | 40.000    |
| Kanada (MC)               | Platin                                                                 | 80.000    |
| Neuseeland (RMNZ)         | Platin                                                                 | 30.000    |
| Vereinigte Staaten (RIAA) | 3× Platin                                                              | 3.000.000 |
| Insgesamt                 | 7× Platin ·                                                            | 3.220.000 |

### Girls Like You
| Land/Region                  | Auszeichnungen für Musikverkäufe (Land/Region, Auszeichnung, Verkäufe) | Verkäufe   |
| ---------------------------- | ---------------------------------------------------------------------- | ---------- |
| Australien (ARIA)            | 13× Platin                                                             | 910.000    |
| Belgien (BRMA)               | Gold                                                                   | 20.000     |
| Brasilien (PMB)              | 6× Diamant                                                             | 960.000    |
| Dänemark (IFPI)              | 2× Platin                                                              | 180.000    |
| Deutschland (BVMI)           | Platin                                                                 | 400.000    |
| Frankreich (SNEP)            | Diamant                                                                | 333.333    |
| Italien (FIMI)               | 3× Platin                                                              | 150.000    |
| Kanada (MC)                  | 9× Platin                                                              | 720.000    |
| Mexiko (AMPROFON)            | 5× Gold                                                                | 150.000    |
| Neuseeland (RMNZ)            | 6× Platin                                                              | 180.000    |
| Polen (ZPAV)                 | Diamant                                                                | 250.000    |
| Portugal (AFP)               | 3× Platin                                                              | 30.000     |
| Schweden (IFPI)              | Platin                                                                 | 80.000     |
| Spanien (Promusicae)         | 3× Platin                                                              | 180.000    |
| Vereinigte Staaten (RIAA)    | Diamant                                                                | 10.000.000 |
| Vereinigtes Königreich (BPI) | 3× Platin                                                              | 1.800.000  |
| Insgesamt                    | 2× Gold · 46× Platin · 9× Diamant ·                                    | 16.343.333 |

### Three Little Birds
| Land/Region     | Auszeichnungen für Musikverkäufe (Land/Region, Auszeichnung, Verkäufe) | Verkäufe |
| --------------- | ---------------------------------------------------------------------- | -------- |
| Brasilien (PMB) | Gold                                                                   | 20.000   |
| Insgesamt       | 1× Gold ·                                                              | 20.000   |

### Memories
| Land/Region                  | Auszeichnungen für Musikverkäufe (Land/Region, Auszeichnung, Verkäufe) | Verkäufe   |
| ---------------------------- | ---------------------------------------------------------------------- | ---------- |
| Australien (ARIA)            | 11× Platin                                                             | 770.000    |
| Belgien (BRMA)               | 2× Platin                                                              | 80.000     |
| Brasilien (PMB)              | 4× Diamant                                                             | 640.000    |
| Dänemark (IFPI)              | 2× Platin                                                              | 180.000    |
| Deutschland (BVMI)           | Platin                                                                 | 400.000    |
| Finnland (IFPI)              | Platin                                                                 | 40.000     |
| Frankreich (SNEP)            | Diamant                                                                | 333.333    |
| Italien (FIMI)               | 3× Platin                                                              | 300.000    |
| Kanada (MC)                  | 4× Platin                                                              | 320.000    |
| Malaysia (RIM)               | 4× Platin                                                              | 800.000    |
| Neuseeland (RMNZ)            | 6× Platin                                                              | 180.000    |
| Österreich (IFPI)            | Gold                                                                   | 15.000     |
| Polen (ZPAV)                 | 3× Platin                                                              | 150.000    |
| Portugal (AFP)               | 3× Platin                                                              | 30.000     |
| Spanien (Promusicae)         | 3× Platin                                                              | 180.000    |
| Vereinigte Staaten (RIAA)    | 4× Platin                                                              | 4.000.000  |
| Vereinigtes Königreich (BPI) | 3× Platin                                                              | 1.800.000  |
| Insgesamt                    | 50× Platin · 5× Diamant ·                                              | 10.018.333 |

### Nobody’s Love
| Land/Region               | Auszeichnungen für Musikverkäufe (Land/Region, Auszeichnung, Verkäufe) | Verkäufe |
| ------------------------- | ---------------------------------------------------------------------- | -------- |
| Australien (ARIA)         | Gold                                                                   | 35.000   |
| Brasilien (PMB)           | 2× Platin                                                              | 80.000   |
| Italien (FIMI)            | Gold                                                                   | 35.000   |
| Kanada (MC)               | Gold                                                                   | 40.000   |
| Vereinigte Staaten (RIAA) | Gold                                                                   | 500.000  |
| Insgesamt                 | 4× Gold · 2× Platin ·                                                  | 690.000  |

### Beautiful Mistakes
| Land/Region                  | Auszeichnungen für Musikverkäufe (Land/Region, Auszeichnung, Verkäufe) | Verkäufe  |
| ---------------------------- | ---------------------------------------------------------------------- | --------- |
| Australien (ARIA)            | 3× Platin                                                              | 210.000   |
| Brasilien (PMB)              | Diamant                                                                | 160.000   |
| Dänemark (IFPI)              | Platin                                                                 | 90.000    |
| Frankreich (SNEP)            | Diamant                                                                | 333.333   |
| Italien (FIMI)               | Platin                                                                 | 70.000    |
| Kanada (MC)                  | Platin                                                                 | 80.000    |
| Neuseeland (RMNZ)            | Gold                                                                   | 15.000    |
| Polen (ZPAV)                 | Gold                                                                   | 25.000    |
| Portugal (AFP)               | Gold                                                                   | 5.000     |
| Schweiz (IFPI)               | Gold                                                                   | 10.000    |
| Spanien (Promusicae)         | Gold                                                                   | 30.000    |
| Vereinigte Staaten (RIAA)    | Platin                                                                 | 1.000.000 |
| Vereinigtes Königreich (BPI) | Gold                                                                   | 400.000   |
| Insgesamt                    | 6× Gold · 7× Platin · 2× Diamant ·                                     | 2.428.333 |

## Auszeichnungen nach Liedern

### Just a Feeling
| Land/Region     | Auszeichnungen für Musikverkäufe (Land/Region, Auszeichnung, Verkäufe) | Verkäufe |
| --------------- | ---------------------------------------------------------------------- | -------- |
| Südkorea (KMCA) | —                                                                      | 170.041  |
| Insgesamt       | —                                                                      | 170.041  |

### Lost
| Land/Region       | Auszeichnungen für Musikverkäufe (Land/Region, Auszeichnung, Verkäufe) | Verkäufe |
| ----------------- | ---------------------------------------------------------------------- | -------- |
| Australien (ARIA) | Gold                                                                   | 35.000   |
| Brasilien (PMB)   | Platin                                                                 | 40.000   |
| Italien (FIMI)    | Gold                                                                   | 50.000   |
| Insgesamt         | 2× Gold · 1× Platin ·                                                  | 125.000  |

### Lucky Strike
| Land/Region               | Auszeichnungen für Musikverkäufe (Land/Region, Auszeichnung, Verkäufe) | Verkäufe |
| ------------------------- | ---------------------------------------------------------------------- | -------- |
| Vereinigte Staaten (RIAA) | Gold                                                                   | 500.000  |
| Insgesamt                 | 1× Gold ·                                                              | 500.000  |

### Nothing Lasts Forever
| Land/Region     | Auszeichnungen für Musikverkäufe (Land/Region, Auszeichnung, Verkäufe) | Verkäufe |
| --------------- | ---------------------------------------------------------------------- | -------- |
| Südkorea (KMCA) | —                                                                      | 142.880  |
| Insgesamt       | —                                                                      | 142.880  |

### Stutter
| Land/Region     | Auszeichnungen für Musikverkäufe (Land/Region, Auszeichnung, Verkäufe) | Verkäufe |
| --------------- | ---------------------------------------------------------------------- | -------- |
| Südkorea (KMCA) | —                                                                      | 85.604   |
| Insgesamt       | —                                                                      | 85.604   |

## Auszeichnungen nach Musikstreamings

### She Will Be Loved
| Land/Region     | Auszeichnungen für Musikverkäufe (Land/Region, Auszeichnung, Verkäufe) | Verkäufe |
| --------------- | ---------------------------------------------------------------------- | -------- |
| Dänemark (IFPI) | Gold                                                                   | 900.000  |
| Insgesamt       | 1× Gold ·                                                              | 900.000  |

### Moves like Jagger
| Land/Region     | Auszeichnungen für Musikverkäufe (Land/Region, Auszeichnung, Verkäufe) | Verkäufe   |
| --------------- | ---------------------------------------------------------------------- | ---------- |
| Dänemark (IFPI) | 2× Platin                                                              | 1.800.000  |
| Japan (RIAJ)    | Gold                                                                   | 50.000.000 |
| Insgesamt       | 1× Gold · 2× Platin ·                                                  | 51.800.000 |

### Payphone
| Land/Region     | Auszeichnungen für Musikverkäufe (Land/Region, Auszeichnung, Verkäufe) | Verkäufe    |
| --------------- | ---------------------------------------------------------------------- | ----------- |
| Dänemark (IFPI) | 3× Platin                                                              | 7.800.000   |
| Japan (RIAJ)    | Platin                                                                 | 100.000.000 |
| Insgesamt       | 4× Platin ·                                                            | 107.800.000 |

### One More Night
| Land/Region     | Auszeichnungen für Musikverkäufe (Land/Region, Auszeichnung, Verkäufe) | Verkäufe  |
| --------------- | ---------------------------------------------------------------------- | --------- |
| Dänemark (IFPI) | 2× Platin                                                              | 3.600.000 |
| Insgesamt       | 2× Platin ·                                                            | 3.600.000 |

### Daylight
| Land/Region     | Auszeichnungen für Musikverkäufe (Land/Region, Auszeichnung, Verkäufe) | Verkäufe |
| --------------- | ---------------------------------------------------------------------- | -------- |
| Dänemark (IFPI) | Gold                                                                   | 900.000  |
| Insgesamt       | 1× Gold ·                                                              | 900.000  |

### Maps
| Land/Region     | Auszeichnungen für Musikverkäufe (Land/Region, Auszeichnung, Verkäufe) | Verkäufe   |
| --------------- | ---------------------------------------------------------------------- | ---------- |
| Dänemark (IFPI) | 2× Platin                                                              | 5.200.000  |
| Japan (RIAJ)    | Gold                                                                   | 50.000.000 |
| Insgesamt       | 1× Gold · 2× Platin ·                                                  | 55.200.000 |

### Animals
| Land/Region          | Auszeichnungen für Musikverkäufe (Land/Region, Auszeichnung, Verkäufe) | Verkäufe  |
| -------------------- | ---------------------------------------------------------------------- | --------- |
| Dänemark (IFPI)      | Platin                                                                 | 2.600.000 |
| Spanien (Promusicae) | Gold                                                                   | 4.000.000 |
| Insgesamt            | 1× Gold · 1× Platin ·                                                  | 6.600.000 |

### Sugar
| Land/Region  | Auszeichnungen für Musikverkäufe (Land/Region, Auszeichnung, Verkäufe) | Verkäufe    |
| ------------ | ---------------------------------------------------------------------- | ----------- |
| Japan (RIAJ) | Platin                                                                 | 100.000.000 |
| Insgesamt    | 1× Platin ·                                                            | 100.000.000 |

### Memories
| Land/Region     | Auszeichnungen für Musikverkäufe (Land/Region, Auszeichnung, Verkäufe) | Verkäufe    |
| --------------- | ---------------------------------------------------------------------- | ----------- |
| Japan (RIAJ)    | Gold                                                                   | 50.000.000  |
| Südkorea (KMCA) | Platin                                                                 | 100.000.000 |
| Insgesamt       | 1× Gold · 1× Platin ·                                                  | 150.000.000 |

## Auszeichnungen nach Videoalben

### Live: Friday the 13th
| Land/Region | Auszeichnungen für Musikverkäufe (Land/Region, Auszeichnung, Verkäufe) | Verkäufe |
| ----------- | ---------------------------------------------------------------------- | -------- |
| Kanada (MC) | Gold                                                                   | 5.000    |
| Insgesamt   | 1× Gold ·                                                              | 5.000    |

## Statistik und Quellen
| Land/RegionAuszeichnungen für Musikverkäufe (Land/Region, Auszeichnungen, Verkäufe, Quellen) | Silber     | Gold         | Platin         | Diamant       | Verkäufe    | Quellen                                                    |
| -------------------------------------------------------------------------------------------- | ---------- | ------------ | -------------- | ------------- | ----------- | ---------------------------------------------------------- |
| Argentinien (CAPIF)                                                                          | —          | —            | 4× Platin4     | —             | 160.000     | capif.org.ar                                               |
| Australien (ARIA)                                                                            | —          | 4× Gold4     | 148× Platin148 | —             | 10.500.000  | aria.com.au                                                |
| Belgien (BRMA)                                                                               | —          | 4× Gold4     | 4× Platin4     | —             | 215.000     | ultratop.be                                                |
| Brasilien (PMB)                                                                              | —          | 10× Gold10   | 14× Platin14   | 43× Diamant43 | 10.240.000  | pro-musicabr.org.br                                        |
| Chile (IFPI)                                                                                 | —          | —            | Platin1        | —             | 10.000      | Einzelnachweise                                            |
| Dänemark (IFPI)                                                                              | —          | 7× Gold7     | 33× Platin33   | —             | 1.602.500   | ifpi.dk                                                    |
| Deutschland (BVMI)                                                                           | —          | 10× Gold10   | 9× Platin9     | —             | 4.600.000   | musikindustrie.de                                          |
| Europa (IFPI)                                                                                | —          | —            | 2× Platin2     | —             | (2.000.000) | ifpi.org (Memento vom 1. Januar 2014 im Internet Archive)  |
| Finnland (IFPI)                                                                              | —          | 6× Gold6     | 2× Platin2     | —             | 119.593     | ifpi.fi                                                    |
| Frankreich (SNEP)                                                                            | —          | 9× Gold9     | 3× Platin3     | 3× Diamant3   | 2.167.064   | infodisc.fr snepmusique.com                                |
| Griechenland (IFPI)                                                                          | —          | Gold1        | —              | —             | 15.000      | ifpi.gr                                                    |
| Indien (IMI)                                                                                 | —          | —            | 24× Platin24   | —             | 720.000     | Einzelnachweise                                            |
| Indonesien (ASIRI)                                                                           | —          | Gold1        | —              | —             | 10.000      | Einzelnachweise                                            |
| Irland (IRMA)                                                                                | —          | Gold1        | —              | —             | 7.500       | irishcharts.ie                                             |
| Italien (FIMI)                                                                               | —          | 10× Gold10   | 31× Platin31   | —             | 2.150.000   | fimi.it                                                    |
| Japan (RIAJ)                                                                                 | —          | 13× Gold13   | 7× Platin7     | —             | 2.350.000   | riaj.or.jp JP2 JP3                                         |
| Kanada (MC)                                                                                  | —          | 4× Gold4     | 62× Platin62   | Diamant1      | 6.225.000   | musiccanada.com                                            |
| Kolumbien (ASINCOL)                                                                          | —          | —            | 5× Platin5     | —             | 50.000      | Einzelnachweise                                            |
| Malaysia (RIM)                                                                               | —          | Gold1        | 4× Platin4     | —             | 807.500     | Einzelnachweise                                            |
| Mexiko (AMPROFON)                                                                            | —          | 17× Gold17   | 31× Platin31   | 4× Diamant4   | 3.345.000   | amprofon.com.mx                                            |
| Neuseeland (RMNZ)                                                                            | —          | 4× Gold4     | 79× Platin79   | —             | 2.115.000   | aotearoamusiccharts.co.nz NZ2 NZ3                          |
| Niederlande (NVPI)                                                                           | —          | —            | Platin1        | —             | 80.000      | nvpi.nl                                                    |
| Norwegen (IFPI)                                                                              | —          | 3× Gold3     | —              | —             | 50.000      | ifpi.no (Memento vom 5. November 2012 im Internet Archive) |
| Österreich (IFPI)                                                                            | —          | 4× Gold4     | Platin1        | —             | 77.500      | ifpi.at                                                    |
| Philippinen (PARI)                                                                           | —          | Gold1        | 2× Platin2     | —             | 75.000      | Einzelnachweise                                            |
| Polen (ZPAV)                                                                                 | —          | 3× Gold3     | 14× Platin14   | Diamant1      | 800.000     | olis.pl                                                    |
| Portugal (AFP)                                                                               | —          | 3× Gold3     | 12× Platin12   | —             | 150.000     | Einzelnachweise                                            |
| Russland (NFPF)                                                                              | —          | —            | 2× Platin2     | —             | 40.000      | 2m-online.ru                                               |
| Schweden (IFPI)                                                                              | —          | 4× Gold4     | 18× Platin18   | —             | 970.000     | sverigetopplistan.se                                       |
| Schweiz (IFPI)                                                                               | —          | 3× Gold3     | 2× Platin2     | —             | 105.000     | hitparade.ch                                               |
| Singapur (RIAS)                                                                              | —          | 2× Gold2     | 8× Platin8     | —             | 90.000      | rias.org.sg                                                |
| Spanien (Promusicae)                                                                         | —          | 5× Gold5     | 24× Platin24   | —             | 1.510.000   | elportaldemusica.es ES2                                    |
| Südkorea (KMCA)                                                                              | —          | —            | Platin1        | —             | 1.363.451   | circlechart.kr                                             |
| Thailand (TECA)                                                                              | —          | —            | 3× Platin3     | —             | 30.000      | Einzelnachweise                                            |
| Vereinigte Staaten (RIAA)                                                                    | —          | 5× Gold5     | 68× Platin68   | 3× Diamant3   | 103.691.000 | riaa.com                                                   |
| Vereinigtes Königreich (BPI)                                                                 | 3× Silber3 | 4× Gold4     | 43× Platin43   | —             | 23.357.000  | bpi.co.uk                                                  |
| Insgesamt                                                                                    | 3× Silber3 | 139× Gold139 | 662× Platin662 | 55× Diamant55 |             |                                                            |